# J.League Best XI

## ПереможціДжей-ліги(1993–нині)
| Сезон | Голкіпер (GK)                           | Захисник (DF) | Півзахисник (MF) | Форвард (FW)                                                                                        | Прим. |
| ----- | --------------------------------------- | --- | --- | --------------------------------------------------------------------------------------------------- | ----- |
| 1993  | Мацунага Сігетацу (Йокогама Ф. Марінос) | Шунзо Оно (Касіма Антлерс) Перейра (Токіо Верді) Іхара Масамі (Йокогама Ф. Марінос) Хоріїке Такумі (Сімідзу С-Палс)                                                   | Хасіратані Тецудзі (Токіо Верді) Сантос (Касіма) Хонда Ясуто (Касіма Антлерс) Руй Рамос (Токіо Верді)                                                                     | Міура Кадзуйосі (Токіо Верді) Рамон Діас (Йокогама Ф. Марінос)                                      |       |
| 1994  | Кікуті Сінкіті (Токіо Верді)            | Перейра (Токіо Верді) Іхара Масамі (Йокогама Ф. Марінос) Нацука Йосіхіро (Сьонан Бельмаре)                                                                            | Кітадзава Цуйоші (Токіо Верді) Бісмарк (Токіо Верді) Хасіратані Тецудзі (Токіо Верді) Бетіньйо (Сьонан Бельмаре) Руй Рамос (Токіо Верді)                                  | Такеда Нобухіро (Токіо Верді) Такаґі Такуя (Санфрече Хіросіма)                                      |       |
| 1995  | Кікуті Сінкіті (Токіо Верді)            | Сома Наокі (Касіма Антлерс) Іхара Масамі (Йокогама Ф. Марінос) Судзукі Масахару (Йокогама Ф. Марінос) Гвідо Бухвальд (Урава Ред Даймондс)                             | Морісіма Хіроакі (Сересо Осака) Бісмарк (Токіо Верді) Хасіратані Тецудзі (Токіо Верді)                                                                                    | Фукуда Масахіро (Урава Ред Даймондс) Міура Кадзуйосі (Токіо Верді) Драган Стойкович (Наґоя Грампус) |       |
| 1996  | Нарадзакі Сейґо (Йокогама Флюгелс)      | Сома Наокі (Касіма Антлерс) Іхара Масамі (Йокогама Ф. Марінос) Гвідо Бухвальд (Урава Ред Даймондс)                                                                    | Маедзоно Масакійо (Йокогама Флюгелс) Ямагуті Мотохіро (Йокогама Флюгелс) Жоржиньйо (Касіма Антлерс) Нанамі Хіросі (Джубіло Івата)                                         | Окано Масаюкі (Урава Ред Даймондс)) Міура Кадзуйосі (Токіо Верді) Драган Стойкович (Наґоя Грампус)  |       |
| 1997  | Томоакі Огамі (Джубіло Івата)           | Акіта Ютака (Касіма Антлерс) Іхара Масамі (Йокогама Ф. Марінос) Сома Наокі (Касіма Антлерс)                                                                           | Нанамі Хіросі (Джубіло Івата) Бісмарк (Касіма Антлерс) Ямагуті Мотохіро (Йокогама Флюгелс) Дунга (Джубіло Івата) Наката Хідетосі (Сьонан Бельмаре)                        | Патрік Мбома (Ґамба Осака) Накаяма Масасі (Джубіло Івата)                                           |       |
| 1998  | Нарадзакі Сейґо (Йокогама Флюгелс)      | Танака Макото (Jubilo Iwata) Сома Наокі (Касіма Антлерс) Акіта Ютака (Касіма Антлерс)                                                                                 | Оно Сіндзі (Урава Ред Даймондс) Фудзіта Тосія (Джубіло Івата) Нанамі Хіросі (Джубіло Івата) Дунга (Джубіло Івата) Оку Дайсуке (Джубіло Івата)                             | Янагісава Ацусі (Касіма Антлерс) Накаяма Масасі (Джубіло Івата)                                     |       |
| 1999  | Санада Масанорі (Сімідзу С-Палс)        | Сайто Тосіхіде (Сімідзу С-Палс) Наказава Юдзі (Токіо Верді) Моріока Рюдзо (Сімідзу С-Палс)                                                                            | Фукунісі Такасі (Джубіло Івата) Накамура Сюнсуке (Йокогама Ф. Марінос) Алекс (Сімідзу С-Палс) Саваноборі Масаакі (Сімідзу С-Палс) Іто Теруйосі (Сімідзу С-Палс)           | Хван Сон Хон (Касіва Рейсол) Драган Стойкович (Наґоя Грампус)                                       |       |
| 2000  | Такакува Даїдзіро (Касіма Антлерс)      | Хон Мьон Бо (Касіва Рейсол) Акіта Ютака (Касіма Антлерс) Мацуда Наокі (Йокогама Ф. Марінос)                                                                           | Морісіма Хіроакі (Сересо Осака) Накамура Сюнсуке (Йокогама Ф. Марінос) Мьодзін Томокадзу (Касіва Рейсол) Інамото Дзюніті (Ґамба Осака)                                    | Нісідзава Акінорі (Сересо Осака) Накаяма Масасі (Джубіло Івата) Туто (Токіо)                        |       |
| 2001  | Арно ван Цвам (Джубіло Івата)           | Оїва Ґо (Джубіло Івата) Нарахасі Акіра (Касіма Антлерс) Акіта Ютака (Касіма Антлерс)                                                                                  | Огасавара Міцуо (Касіма Антлерс) Фукунісі Такасі (Джубіло Івата) Фудзіта Тосія (Джубіло Івата) Хатторі Тосіхіро (Джубіло Івата) Наката Кодзі (Касіма Антлерс)             | Вілл (Хоккайдо Консадолє Саппоро) Янагісава Ацусі (Касіма Антлерс)                                  |       |
| 2002  | Согахата Хітосі (Касіма Антлерс)        | Судзукі Хідето (Джубіло Івата) Танака Макото (Джубіло Івата) Мацуда Наокі (Йокогама Ф. Марінос)                                                                       | Огасавара Міцуо (Касіма Антлерс) Нанамі Хіросі (Джубіло Івата) Фукунісі Такасі (Джубіло Івата) Фудзіта Тосія (Джубіло Івата)                                              | Емерсон (Урава Ред Даймондс) Накаяма Масасі (Джубіло Івата) Такахара Наохіро (Джубіло Івата)        |       |
| 2003  | Нарадзакі Сейґо (Наґоя Грампус)         | Цубої Кейсуке (Урава Ред Даймондс) Дутра (Йокогама Ф. Марінос) Наказава Юдзі (Йокогама Ф. Марінос)                                                                    | Оку Дайсуке (Джубіло Івата) Фукунісі Такасі (Джубіло Івата) Огасавара Міцуо (Касіма Антлерс) Ендо Ясухіто (Ґамба Осака)                                                   | Емерсон (Урава Ред Даймондс) Кубо Тацухіко (Йокогама Ф. Марінос) Уеслей (Наґоя Грампус)             |       |
| 2004  | Дої Йоїті (Токіо)                       | Танака Маркус Туліо (Урава Ред Даймондс) Дутра (Йокогама Ф. Марінос) Наказава Юдзі (Йокогама Ф. Марінос)                                                              | Хасебе Макото (Урава Ред Даймондс) Огасавара Міцуо (Касіма Антлерс) Оку Дайсуке (Джубіло Івата) Ендо Ясухіто (Ґамба Осака)                                                | Емерсон (Урава Ред Даймондс) Огуро Масасі (Ґамба Осака) Маркес (Наґоя Грампус)                      |       |
| 2005  | Мотохіро Йошида (Сересо Осака)          | Іліян Стоянов (ДЖЕФ Юнайтед Ітіхара Тіба) Наказава Юдзі (Йокогама Ф. Марінос) Танака Маркус Туліо (Урава Ред Даймондс)                                                | Абе Юкі (ДЖЕФ Юнайтед Ітіхара Тіба) Огасавара Міцуо (Касіма Антлерс) Ендо Ясухіто (Ґамба Осака) Фернандіньо (Ґамба Осака) Тацуя Фурухаші (Сересо Осака)                   | Сато Хісато (Санфрече Хіросіма) Араужо (Ґамба Осака)                                                |       |
| 2006  | Кавагуті Йосікацу (Джубіло Івата)       | Кадзі Акіра (Ґамба Осака) Ямагуті Сатосі (Ґамба Осака) Танака Маркус Туліо (Урава Ред Даймондс)                                                                       | Судзукі Кейта (Урава Ред Даймондс) Абе Юкі (ДЖЕФ Юнайтед Ітіхара Тіба) Ендо Ясухіто (Ґамба Осака) Накамура Кенго (Кавасакі Фронтале) Танігуті Хіроюкі (Кавасакі Фронтале) | Вашингтон (Урава Ред Даймондс) Магно Алвес (Ґамба Осака)                                            |       |
| 2007  | Цудзукі Рьота (Урава Ред Даймондс)      | Івамаса Дайкі (Касіма Антлерс) Танака Маркус Туліо (Урава Ред Даймондс) Ямагуті Сатосі (Ґамба Осака)                                                                  | Абе Юкі (Урава Ред Даймондс) Судзукі Кейта (Урава Ред Даймондс) Ендо Ясухіто (Ґамба Осака) Робсон Понте (Урава Ред Даймондс) Накамура Кенго (Кавасакі Фронтале)           | Жуніор (Кавасакі Фронтале) Барє (Ґамба Осака)                                                       |       |
| 2008  | Нарадзакі Сейґо (Наґоя Грампус)         | Утіда Ацуто (Касіма Антлерс) Наказава Юдзі (Йокогама Ф. Марінос) Танака Маркус Туліо (Урава Ред Даймондс) Івамаса Дайкі (Касіма Антлерс) Ямагуті Сатосі (Ґамба Осака) | Йосізіумі Огава (Наґоя Грампус) Ендо Ясухіто (Ґамба Осака) Накамура Кенго (Кавасакі Фронтале)                                                                             | Маркіньюс (Касіма Антлерс) Янагісава Ацусі (Кіото Санга)                                            |       |
| 2009  | Кавасіма Ейдзі (Кавасакі Фронтале)      | Нагатомо Юто (Токіо) Танака Маркус Туліо (Урава Ред Даймондс) Утіда Ацуто (Касіма Антлерс) Івамаса Дайкі (Касіма Антлерс)                                             | Ісікава Наохіро (Токіо) Огасавара Міцуо (Касіма Антлерс) Ендо Ясухіто (Ґамба Осака) Накамура Кенго (Кавасакі Фронтале)                                                    | Маеда Рьоїті (Джубіло Івата) Окадзакі Сіндзі (Сімідзу С-Палс)                                       |       |
| 2010  | Нарадзакі Сейґо (Наґоя Грампус)         | Макіно Томоакі (Санфрече Хіросіма) Танака Маркус Туліо (Наґоя Грампус) Такахіро Масукава (Наґоя Грампус)                                                              | Данілсон Кордоба (Наґоя Грампус) Марчо Річардс (Альбірекс Ніїгата) Фудзімото Дзюнго (Сімідзу С-Палс) Ендо Ясухіто (Ґамба Осака) Накамура Кенго (Кавасакі Фронтале)        | Маеда Рьоїті (Джубіло Івата) Джошуа Кеннеді (Наґоя Грампус)                                         |       |
| 2011  | Нарадзакі Сейґо (Наґоя Грампус)         | Кондо Наоя (Касіва Рейсол) Сакаї Хірокі (Касіва Рейсол) Танака Маркус Туліо (Наґоя Грампус)                                                                           | Кійотаке Хіросі (Сересо Осака) Хорхе Вагнер (Касіва Рейсол) Ендо Ясухіто (Ґамба Осака) Леандро Домінгес (Касіва Рейсол) Фудзімото Дзюнго (Наґоя Грампус)                  | Джошуа Кеннеді (Наґоя Грампус) Хавенар Майк (Ванфоре Кофу)                                          |       |
| 2012  | Нісікава Сюсаку (Санфрече Хіросіма)     | Мідзумото Хірокі (Санфрече Хіросіма) Комано Юїті (Джубіло Івата) Танака Маркус Туліо (Наґоя Грампус)                                                                  | Аояма Тосіхіро (Санфрече Хіросіма) Леандро Домінгес (Касіва Рейсол) Ендо Ясухіто (Ґамба Осака) Такахаґі Йодзіро (Санфрече Хіросіма)                                       | Тойода Йохеї (Саган Тосу) Сато Хісато (Санфрече Хіросіма) Вілсон (Вегалта Сендай)                   |       |
| 2013  | Нісікава Сюсаку (Санфрече Хіросіма)     | Морісіге Масато (Токіо) Насу Дайсуке (Урава Ред Даймондс) Наказава Юдзі (Йокогама Ф. Марінос)                                                                         | Какітані Йоїтіро (Сересо Осака) Аояма Тосіхіро (Санфрече Хіросіма) Ямагуті Хотару (Сересо Осака) Накамура Сюнсуке (Йокогама Ф. Марінос)                                   | Осако Юя (Касіма Антлерс) Кавамата Кенго (Альбірекс Ніїгата) Окубо Йосіто (Кавасакі Фронтале)       |       |
| 2014  | Нісікава Сюсаку (Урава Ред Даймондс)    | Ота Косуке (Токіо) Морісіге Масато (Токіо) Сіотані Цукаса (Санфрече Хіросіма)                                                                                         | Муто Йосінорі (Токіо) Лео Сільва (Альбірекс Ніїгата) Ендо Ясухіто (Ґамба Осака) Сібасакі Гаку (Касіма Антлерс)                                                            | Патрік (Ґамба Осака) Усамі Такасі (Ґамба Осака) Окубо Йосіто (Кавасакі Фронтале)                    |       |
| 2015  | Нісікава Сюсаку (Урава Ред Даймондс)    | Макіно Томоакі (Урава Ред Даймондс) Ота Косуке (Токіо) Морісіге Масато (Токіо) Сіотані Цукаса (Санфрече Хіросіма)                                                     | Канадзакі Му (Касіма Антлерс) Ендо Ясухіто (Ґамба Осака) Аояма Тосіхіро (Санфрече Хіросіма)                                                                               | Окубо Йосіто (Кавасакі Фронтале) Усамі Такасі (Ґамба Осака) Дуглас (Санфрече Хіросіма)              | [ 3 ] |
| 2016  | Нісікава Сюсаку (Урава Ред Даймондс)    | Макіно Томоакі (Урава Ред Даймондс) Сьодзі Ген (Касіма Антлерс) Морісіге Масато (Токіо) Сіотані Цукаса (Санфрече Хіросіма)                                            | Абе Юкі (Урава Ред Даймондс) Сайто Манабу (Йокогама Ф. Марінос) Касівагі Йосуке (Урава Ред Даймондс) Накамура Кенго (Кавасакі Фронтале)                                   | Ю Кобаясі (Кавасакі Фронтале) Леандро (Віссел Кобе)                                                 |       |
| 2017  | Накамура Косуке (Касіва Рейсол)         | Курумая Сінтаро (Кавасакі Фронтале) Сьодзі Ген (Касіма Антлерс) Елсіньо (Кавасакі Фронтале) Нісі Даїґо (Касіма Антлерс)                                               | Ямагуті Хотару (Сересо Осака) Ідеґуті Йосуке (Ґамба Осака) Накамура Кенго (Кавасакі Фронтале)                                                                             | Ю Кобаясі (Кавасакі Фронтале) Корокі Сіндзо (Урава Ред Даймондс) Сугімото Кеню (Сересо Осака)       | [ 4 ] |

### Багато разовий чемпіон
| N° | Гравець             | Клуб                                  | Роки                              |
| -- | ------------------- | ------------------------------------- | --------------------------------- |
| 12 | Ендо Ясухіто        | Ґамба Осак                            | 2003–2012, 2014–2015              |
| 9  | Танака Маркус Туліо | Урава Ред Даймондс, Наґоя Грампус     | 2004–2012                         |
| 7  | Накамура Кенго      | Кавасакі Фронтале                     | 2006–2010, 2016–2017              |
| 6  | Огасавара Міцуо     | Касіма Антлерс                        | 2001–2005, 2009                   |
| 6  | Нарадзакі Сейґо     | Йокогама Флюгелс, Наґоя Грампус       | 1996, 1998, 2003, 2008, 2010–2011 |
| 6  | Наказава Юдзі       | Токіо Верді, Йокогама Ф. Марінос      | 1999, 2003–2005, 2008, 2013       |
| 5  | Іхара Масамі        | Йокогама Ф. Марінос                   | 1993–1997                         |
| 5  | Нісікава Сюсаку     | Санфрече Хіросіма, Урава Ред Даймондс | 2012–2016                         |
| 4  | Акіта Ютака         | Касіма Антлерс                        | 1997–1998, 2000–2001              |
| 4  | Сома Наокі          | Касіма Антлерс                        | 1995–1998                         |
| 4  | Нанамі Хіросі       | Джубіло Івата                         | 1996–1998, 2002                   |
| 4  | Накаяма Масасі      | Джубіло Івата                         | 1997–1998, 2000, 2002             |
| 4  | Фукунісі Такасі     | Джубіло Івата                         | 1999, 2001–2003                   |
| 4  | Морісіге Масато     | Токіо                                 | 2013–2016                         |